# Elterlein
Elterlein är en stad (Kleinstadt) i Landkreis Erzgebirgskreis i förbundslandet Sachsen i Tyskland. Staden har cirka 2 700 invånare.
Kommunen ingår i förvaltningsområdet Zwönitz tillsammans med kommunen Zwönitz.